# Somorjai Éva
Somorjai Éva (Győr, 1924. július 24. –) magyar színésznő.

## Életpályája
Győrben született, 1924. július 24-én. Hegedűművésznek készült, de a színház is vonzotta. Színésznőként Rózsahegyi Kálmán Színészképző Iskolájában végzett 1946-ban. Pályáját Kaposváron kezdte, naiva-primadonna szerepkörben. Békéscsaba, Kecskemét, és Szolnok után 1949-ben a Szegedi Nemzeti Színházhoz került, ott kezdett prózai szerepeket játszani. 1958-tól egy évadon át az egri Gárdonyi Géza Színház társulatában szerepelt. 1959-től nyugdíjba vonulásáig, 1980-ig a debreceni Csokonai Színház művésze volt.

## Fontosabb színházi szerepei
- William Shakespeare: A windsori víg nők... Fordné
- William Shakespeare: III. Richárd.. Erzsébet királyné
- Lope de Vega: A kertész kutyája... Diana
- Bertolt Brecht: Koldusopera... Kocsma Jenny
- George Bernard Shaw: Warrenné mestersége... Warrenné
- Sławomir Mrożek: Ohey Péter mártíromsága... Oheyné
- Heltai Jenő: A néma levente... Zilia Duca, nemes olasz hölgy
- Molnár Ferenc: Doktor úr... Ella, Dr. Sárkány felesége
- Örsi Ferenc: Fekete ventillátor... Anya
- Gyárfás Miklós: Egérút... Orbók Istvánné, egy nagy gépkocsivezető felesége
- Johann Strauss: Cigánybáró... Szaffi
- Leo Fall: Pompadour... Pompadour
- Hervé: Nebáncsvirág... Corinna
- Giacomo Puccini: Pillangókisasszony... Kate, Pinkerton neje
- Kodály Zoltán: Háry János... Mária Lujza
- Ábrahám Pál: Viktória... Viktória
- Ábrahám Pál: Bál a Savoyban... La Tangolita
- Kacsóh Pongrác: János vitéz... A francia királykisasszony
- Lehár Ferenc: A víg özvegy... Glavári Hanna
- Lehár Ferenc: Luxemburg grófja... Angela Didier; Madame Fleury
- Berté Henrik: Három a kislány... Édi; Grisi Lucia, énekesnő
- Jacobi Viktor: Sybill... Nagyhercegnő
- Szirmai Albert – Bakonyi Károly – Gábor Andor: Mágnás Miska... Rolla; Júlia grófnő
- Zerkovitz Béla: Csókos asszony... Katóka
- Erdélyi Mihály: Aranysárga falevél... Anikó
- Behár György – Szedő Lajos: Éjféli találkozás... Suzanne, sanzonénekesnő
- Kálmán Imre: Marica grófnő... Marica grófnő; Lidi
- Huszka Jenő: Erzsébet... Latkóczy Ida
- Huszka Jenő: Gyergyói bál... Ági
- Iszaak Oszipovics Dunajevszkij: Szabad szél... Stella; Polette, márkinő
- Jurij Szergejevics Miljutyin: Szibériai rapszódia... Natasa Malinyina, énekesnő
- Paul Burkhard: Tűzijáték... Iduma